# Chiropterotriton lavae
Chiropterotriton lavae és una espècie d'amfibi urodel de la família Plethodontidae endèmica de Mèxic que habita als montans humits tropicals o subtropicals i les zones prèviament boscoses ara molt degradades. Està amenaçada d'extinció a causa de la destrucció de l'hàbitat.